# タケミカヅチ
建御雷神（たけみかづち、タケミカヅチノオ）は、日本神話に登場する神。

## 概要

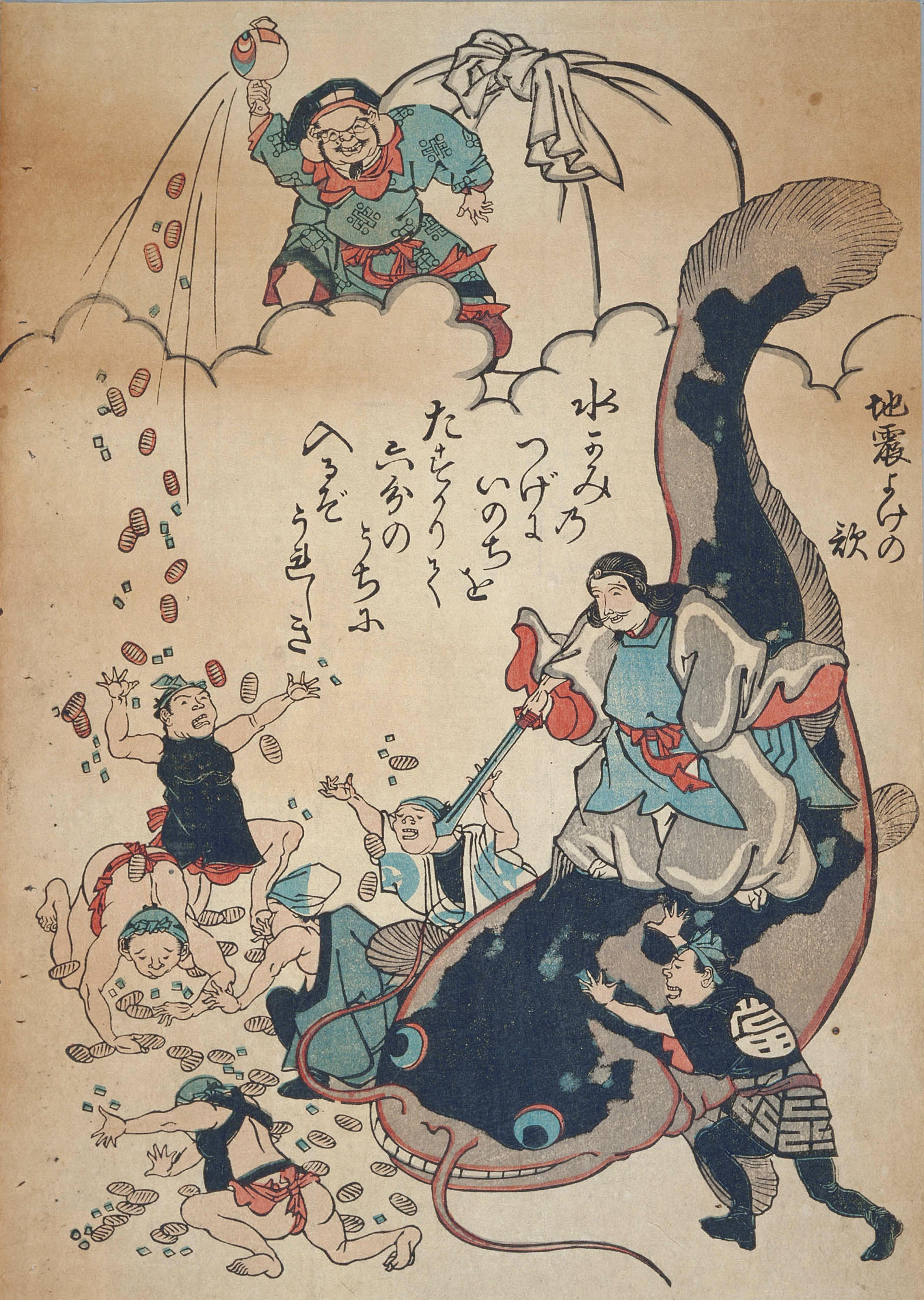
「地震のおかげで普請が増え、大工が儲けて大喜びしている」という、地震よけの歌にかこつけた風刺画（安政2年10月の瓦版）。ナマズを抑えるのは鹿島神ことタケミカヅチ

『古事記』では建御雷之男神（たけみかづちのおのかみ）、建御雷神（たけみかづちのかみ）、別名に建布都神（たけふつのかみ）、豊布都神（とよふつのかみ）と記され、『日本書紀』では武甕槌神、武甕雷神と表記される。『先代旧事本紀』では建甕槌之男神、武甕雷男神、建雷命などとも表記される。
また、鹿島神宮（茨城県鹿嶋市）の主神として祀られていることから鹿島神（かしまのかみ）とも呼ばれる。
雷神、かつ剣の神とされる。後述するように建御名方神と並んで相撲の元祖ともされる神である。また鯰絵では、要石に住まう日本に地震を引き起こす大鯰を御するはずの存在として多くの例で描かれている。

## 古事記・日本書紀における記述

### 神産み
神産みにおいて伊邪那岐命（伊弉諾尊・いざなぎ）が火神火之夜芸速男神（カグツチ）の首を切り落とした際、十束剣「天之尾羽張」（アメノオハバリ）の根元についた血が岩に飛び散って生まれた三神の一柱である。剣のまたの名は伊都尾羽張（イツノオハバリ）という。『日本書紀』では、このとき甕速日神（ミカハヤヒノカミ）という建御雷の租が生まれたという伝承と、建御雷も生まれたという伝承を併記している。

### 葦原中国平定
「出雲の国譲り」の段においては伊都之尾羽張（イツノオハバリ）の子と記述されるが、前述どおり伊都之尾羽張は天之尾羽張の別名である。天照大御神は、建御雷神かその父伊都之尾羽張を下界の平定に派遣したいと所望したが、建御雷神が天鳥船（アメノトリフネ）とともに降臨する運びとなる。出雲の伊耶佐小浜（いざさのおはま）に降り立った建御雷神は、十掬の剣（とつかのつるぎ）を波の上に逆さに突き立てるとその切っ先の上に胡坐をかいて、大国主神（オオクニヌシノカミ）に対して国譲りの談判をおこなった。大国主神は、国を天津神に譲るか否かを子らに託した。子のひとり事代主神は、すんなり服従した。もう一人、建御名方神（タケミナカタ）（諏訪の諏訪大社上社の祭神）は、建御雷神に力比べを挑むも、手づかみの試合で手をつららや剣に変身させ、怯んだ建御名方神はその隙に一捻りにされたため、恐懼して遁走し、科野国の洲羽の湖で降伏した。これによって国譲りがなった。このときの建御名方神との戦いは相撲の起源とされている。
『日本書紀』の葦原中国平定の段では経津主神と共に下界に降されている。こちらでは経津主神の派遣が決まった直後「立派な男は経津主殿一人しかいないわけではなかろう、私は立派な男でないというのか」と不満を訴えたために他の天津神から同行を許されたのであり、使者の中では飽くまで経津主神の次位として扱われている（ちなみに、この武甕槌は鹿島神社の主神、経津主神は香取神社の主神となっている。神代において、関東・東北の平定は、この二大軍神の加護に祈祷して行われたので、この地方にはこれらの神の分社が多く建立する。）。その後この二柱がやはり出雲の五十田狭小汀（いたさのおはま）に降り立って、十握の剣（とつかのつるぎ）を砂に突き立て、大己貴神（おおあなむち、大国主神のこと）に国譲りをせまる。タケミナカタとの力比べの説話は欠落するが、結局、大己貴神は自分の征服に役立てた広矛を献上して恭順の意を示す。ところが、二神の前で大己貴命がふたたび懐疑心を示した（翻意した？）ため、天津神は、国を皇孫に任せる見返りに、立派な宮を住まいとして建てるとして大己貴命を説得した。
また同箇所に、二神が打ち負かすべく相手として天津甕星の名があげられ、これを征した神が、香取に座すると書かれている。ただし、少し前のくだりによれば、この星の神を服従させたのは建葉槌命（たけはづち）であった。

### 神武東征
さらに後世の神武東征においては、建御雷の剣が熊野で手こずっていた神武天皇を助けている。熊野で熊が出現したため（『古事記』）、あるいは毒気（『日本書紀』）によって、神武も全軍も気を失うか力が萎えきってしまったが、高倉下（たかくらじ）が献上した剣を持ち寄ると天皇は目をさまし、振るうまでもなくおのずと熊野の悪神たちをことごとく切り伏せることができた。神武が事情をたずねると高倉下の夢枕に神々があらわれ、アマテラスやタカミムスビ（高木神）が、かつて「葦原中国の平定の経験あるタケミカヅチにいまいちど降臨して手助けせよ」と命じるいきおいだったが、建御雷は「かつて使用した自分の剣をさずければ事は成る」と言い、（高倉下の）倉に穴をあけてねじ込み、神武のところへ運んで貢がせたのだという。その剣は布都御魂（ふつのみたま）のほか、佐士布都神（さじふつのかみ）、甕布都神（みかふつのかみ）の別名でも呼ばれている（石上神宮のご神体である）。

## 考証

神産み神話（イザナキ・イザナミが生んだ神々） SVGで表示（対応ブラウザのみ）

混同されがちな経津主神は別の神で、『日本書紀』では葦原中国平定でタケミカヅチとともに降ったのは経津主神であると記されている。経津主神は香取神宮で祀られている物部氏の神である。
名義は甕速日神と共に産まれてきたことから、名義は「甕(ミカ)」、「津(ヅ)」、「霊(チ)」、つまり「カメの神霊」とする説、「建」は「勇猛な」、「御」は「神秘的な」、「雷」は「厳つ霊（雷）」の意で、名義は「勇猛な、神秘的な雷の男」とする説がある。また雷神説に賛同しつつも、「甕」から卜占の神の性格を持つとする説がある。
祭祀を司る中臣氏が倭建命の東国征伐と共に鹿島を含む常総地方に定着し、古くから鹿島神ことタケミカヅチを祖神として信奉していたことから、平城京に春日大社（奈良県奈良市）が作られると、中臣氏は鹿島神を勧請し、一族の氏神とした。

## 信仰
鹿島神宮、春日大社および全国の鹿島神社・春日神社で祀られている。
```
深見神社
　神奈川県大和市の 
延喜式神名帳
に記載のある神社で、鹿島神宮から分霊を受けて、祭神を武甕槌神（たけみかづちのかみ）として祀られている。
[
17
]
。
```